# 里奇蒙縣 (喬治亞州)
里奇蒙縣（英語：Richmond County）是美国喬治亞州東北部的一個縣，北鄰南卡罗来纳州，面積851平方公里。根據2020年美國人口普查，共有人口20萬6,607人。1996年原縣治奧古斯塔與里奇蒙縣合併，改稱為奧古斯塔-里奇蒙縣（Augusta-Richmond County）。該縣成立於1855年2月20日，縣名紀念同情美洲殖民者的第三代里奇蒙公爵查爾斯·倫諾克斯（Charles Lenox）。